# Jens Jakobsson

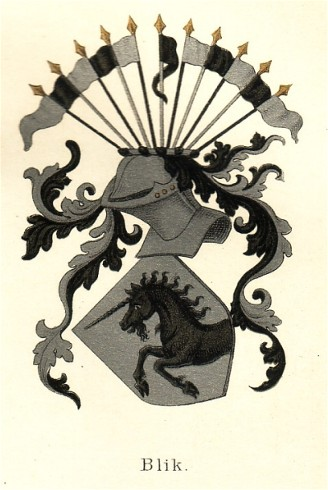
Wappen der Familie Blik, das auch Jens Jakobsson führte.

Jens Jakobsson (* um 1380 in Dänemark; † 1452 in Oslo) war Bischof von Oslo, norwegischer Kanzler und Mitglied des norwegischen Reichsrates. Seine Eltern sind nicht bekannt, jedoch führte er das Wappen der adligen Familie Blik.
Es wird vermutet, dass er Diakon und Kanoniker in Lund war; denn er gehörte zum engsten Kreis um König Erich von Pommern und wird 1418 als dessen Kanzler für Dänemark erwähnt. In dieser Eigenschaft nahm er an den Verhandlungen über Schleswig teil. Von 1418 bis 1420 war er Propst in Roskilde. Danach ernannte ihn Papst Martin V. zum Bischof von Oslo, ohne dass er vom Domkapitel gewählt worden war. Das bedeutet, dass er der vom König gewünschte Kandidat war. Er hielt sich allerdings nicht dauernd in Oslo auf und nahm auch nicht an den beiden Provinzialkonzilen für die norwegische Kirchenprovinz 1435 und 1436 teil. Das Bistum wurde im Wesentlichen von Vikaren geleitet. Allerdings unternahm er 1426, 1427 und in den 1430er Jahren insgesamt mindestens vier Visitationsreisen in seinem Bistum.
In Verbindung mit seiner Einsetzung als Bischof wurde er auch Kanzler für Norwegen, so dass der König Norwegen über den Bischof regieren konnte, ohne selbst anwesend zu sein. In dieser Eigenschaft beglaubigte er 1425 in Kalundborg eine Abschrift des Kalmarer Unionsvertrages.  Aber seine Verbindung zum König wurde bei den Unruhen am Ende der 1430er Jahre für Bischof Jens zum Problem. Bei dem Aufstand von 1436 wurde sein Bischofssitz von Amund Sigurdsson Bolt und seinen Männern besetzt. Der Bischof war zu dieser Zeit abwesend. Der Aufstand richtete sich gegen die ausländischen Amtsinhaber in Norwegen und damit auch gegen den Dänen Jens Jakobsson. Gleichzeitig forderte der Erzbischof von Lund Hans Laxmand, Jens solle sein Amt mit dem norwegischen Bischof Torlak in Viborg tauschen, da das Volk ausländische Bischöfe nicht akzeptiere.
In den politischen Streitigkeiten innerhalb des norwegischen Reichsrates über sein Verhältnis zu König Erich nahm Bischof Jens für den König Partei und geriet in scharfen Gegensatz zu Erzbischof Aslak Bolt und auch zur Mehrzahl der Norweger. Als die Macht des Königs 1439 deutlich geschwunden war, wurde Jens als Reichskanzler abgesetzt. Im Schreiben vom 22. August 1440, in dem König Erich vom norwegischen Reichsrat dessen Absetzung als norwegischer König angekündigt wird, treten Bischof Jens als Bischof von Oslo, aber Anders Mus, Propst der Marienkirche in Oslo, bereits als Kanzler auf. In den 1440er Jahren bewegte er nicht mehr viel im Reichsrat, kümmerte sich aber intensiver um sein Bistum und scheint sich nun dauernd in Oslo aufgehalten zu haben. Als König Christoffer von Bayern 1448 starb, machte sich Bischof Jens zusammen mit dem Festungshauptmann von Akershus Hartvig Krummedike für Christian I. als Nachfolger stark, so dass dieser 1449 mit der Mehrheit des Reichsrates gewählt wurde.